# Atomic City

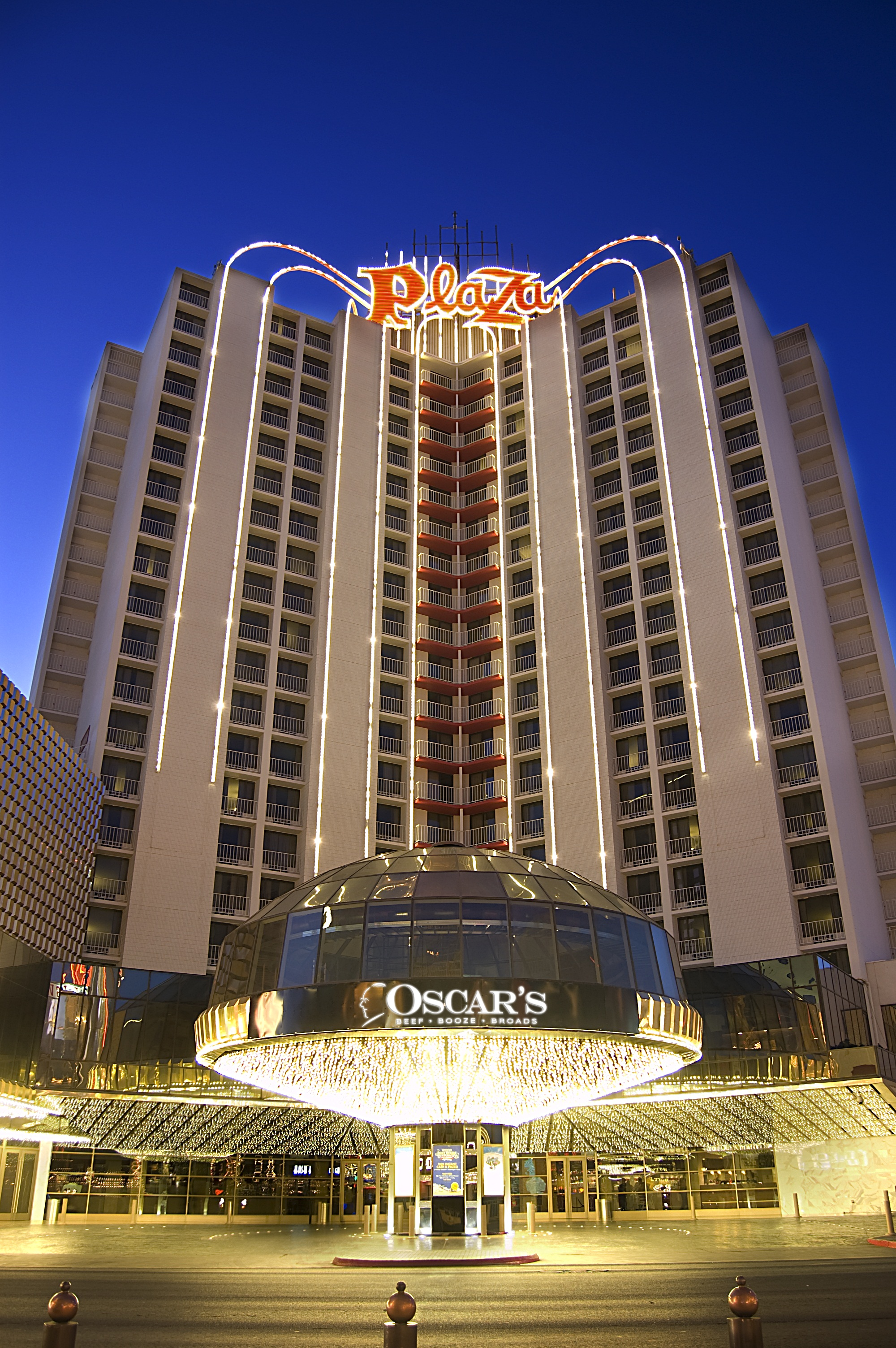
Отель Plaza Hotel & Casino, около которого U2 провоили съёмки видеоклипа «Atomic City»

«Atomic City» — песня ирландской рок-группы U2, выпущенная в качестве сингла 29 сентября 2023 года на лейбле Island Records. Песня была спродюсирована Джекнайфом Ли и Стивом Лиллиуайтом и записана в студии Sound City Studios. Песня была написана в качестве рекламной привязки к концерту U2:UV Achtung Baby Live at Sphere в долине Лас-Вегаса и была выпущена в тот же день, когда начался концерт.
Группа описала трек как музыкальную дань уважения таким исполнителям, как Blondie, Giorgio Moroder и Clash, а также постпанк музыке 1970-х годов, а в тексте песни упоминается Лас-Вегас. Дебби Харри и Мородер были признаны композиторами песни из-за сходства её припева с песней «Call Me». Название является отсылкой к прозвищу города в 1950-х годах, когда он был местом для ядерного туризма. Это была первая новая песня U2 после «Your Song Saved My Life» из саундтрека к анимационному мюзиклу «Зверопой 2» в 2021 году.
Несмотря на то, что барабанщик Ларри Маллен не смог выступить во время резидентства из-за запланированной операции и периода восстановления, он исполнил песню и снялся в клипе, который был снят в Лас-Вегасе режиссёром Беном Катчинсом.

## О песне
Альбом «Atomic City» был выпущен в цифровом виде 29 сентября 2023 года, в тот же день, когда началось их пребывание в новом концертном зале «Сфера». Он также будет выпущен ограниченным тиражом на CD и 7-дюймовом виниле.

## Музыкальное видео
Режиссёром клипа выступил Бен Катчинс, съемки проходили в Лас-Вегасе. Съемки клипа начались 16 сентября 2023 года; участники группы разместились на движущемся бортовом грузовике на площадке 3rd Street Stage на Фримонт-стрит (одна из наиболее известных улиц Лас-Вегаса) и завершились в полночь в баре «Карусель» перед отелем Plaza Hotel & Casino, где группу встречала толпа из 250 статистов. Помимо нескольких дублей песни «Atomic City», U2 исполнили песню «I Still Haven’t Found What I’m Looking For», клип на которую был снят на Фримонт-стрит в 1987 году. Барабанщик Ларри Маллен-младший принял участие в съемках клипа, несмотря на то, что планировал отсутствовать на концерте.

## Коммерческий успех
По данным компании Luminate, в США за первую неделю сингл «Atomic City» собрал 1,1 млн официальных стрим-потоков и 3 329 проданных копий. Песня дебютировала на первом месте в чарте цифровых продаж альтернативных рок-песен Alternative Digital Song Sales журнала Billboard, впервые возглавив этот чарт с момента его создания в 2011 году. Песня «Atomic City» также появилась в других чартах Billboard и увеличила несколько рекордов U2. Дебютировав под номером 27 в чарте Alternative Airplay, песня увеличила рекорд группы по количеству песен в этом чарте до 43 (далее Foo Fighters с 40; Pearl Jam с 40; 37, Red Hot Chili Peppers с 37); таким образом, U2 стали третьими исполнителями, которые появлялись в этом чарте в каждом десятилетии с момента его создания в 1988 году, наряду с Red Hot Chili Peppers и Depeche Mode. При этом 8 хитов возглавляли этот чарт. Песня также дебютировала под номером 38 в чарте Mainstream Rock Airplay, увеличив рекорд U2 по количеству песен в этом чарте до 51 (далее Том Петти с 48 и Van Halen с 47); таким образом, U2 стали седьмыми исполнителями, которые появлялись в этом чарте в каждом десятилетии с момента его создания в 1981 году и семь раз возглавляли его. В чарте Adult Alternative Airplay (создан в 1997 году) песня «Atomic City» дебютировала на 17-м месте, став 32-й песней U2 в этом чарте (из них 13 были номерами один), что является вторым значением в истории после 36 хитов у Dave Matthews (сольно и с группой Dave Matthews Band; третьи там Coldplay с 29 хитами. В чарте Rock & Alternative Airplay песня дебютировала на 5-м месте, что стало самым высоким достижением U2 в этом чарте с момента его создания в 2009 году; по данным Luminate с 29 сентября по 5 октября песня собрала 3,7 млн радиоэфиров. Позднее песня возглавила Adult Alternative Airplay, став 14-м чарттоппером и опередив по этому показателю группу Coldplay и 27-й песней в Топ-10 (новый рекорд). В чарте Alternative Airplay песня поднялась на 15-е место.

## Хит-парады
| Чарт (2023)                                  | Высшая позиция |
| -------------------------------------------- | -------------- |
| Ирландия (IRMA)                              | 64             |
| Нидерланды (Single Tip)                      | 30             |
| Нидерланды (Tipparade)                       | 20             |
| Новая Зеландия (RMNZ)                        | 33             |
| Великобритания (OCC UK Singles Downloads)    | 10             |
| Великобритания (UK Singles Sales, OCC)       | 11             |
| США (Billboard Adult Alternative Songs)      | 1              |
| США (Billboard Adult Pop Airplay)            | 29             |
| США (Billboard Alternative Airplay)          | 15             |
| США (Billboard Hot Rock & Alternative Songs) | 38             |
| США (Billboard Mainstream Rock)              | 35             |